# Стукі Білл

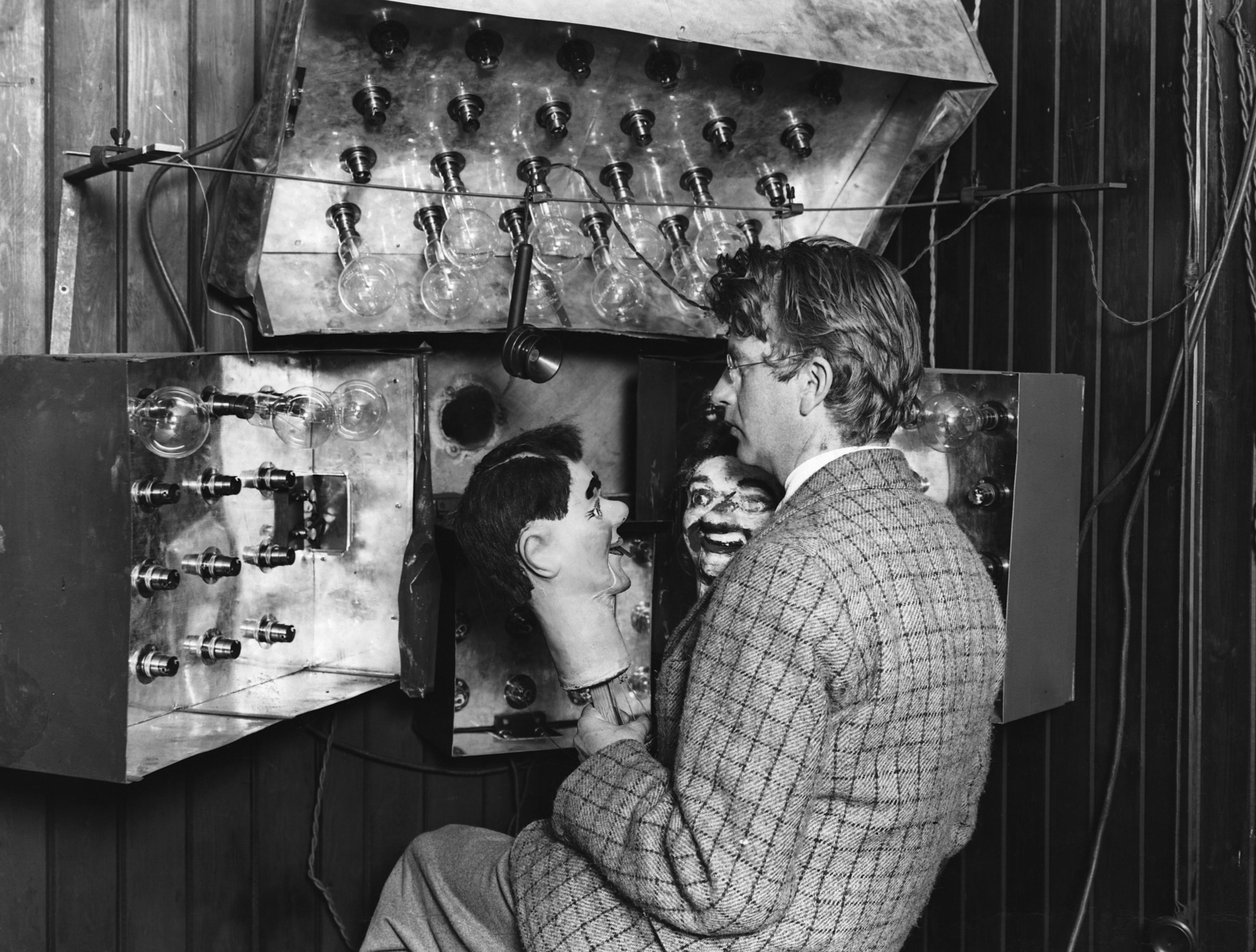
Берд у 1925 році зі своїм телевізійним сканером і манекенами «Джеймс» і «Стукі Білл» (праворуч). Банки яскравих вогнів були потрібні для отримання досить яскравого зображення на приймачі.

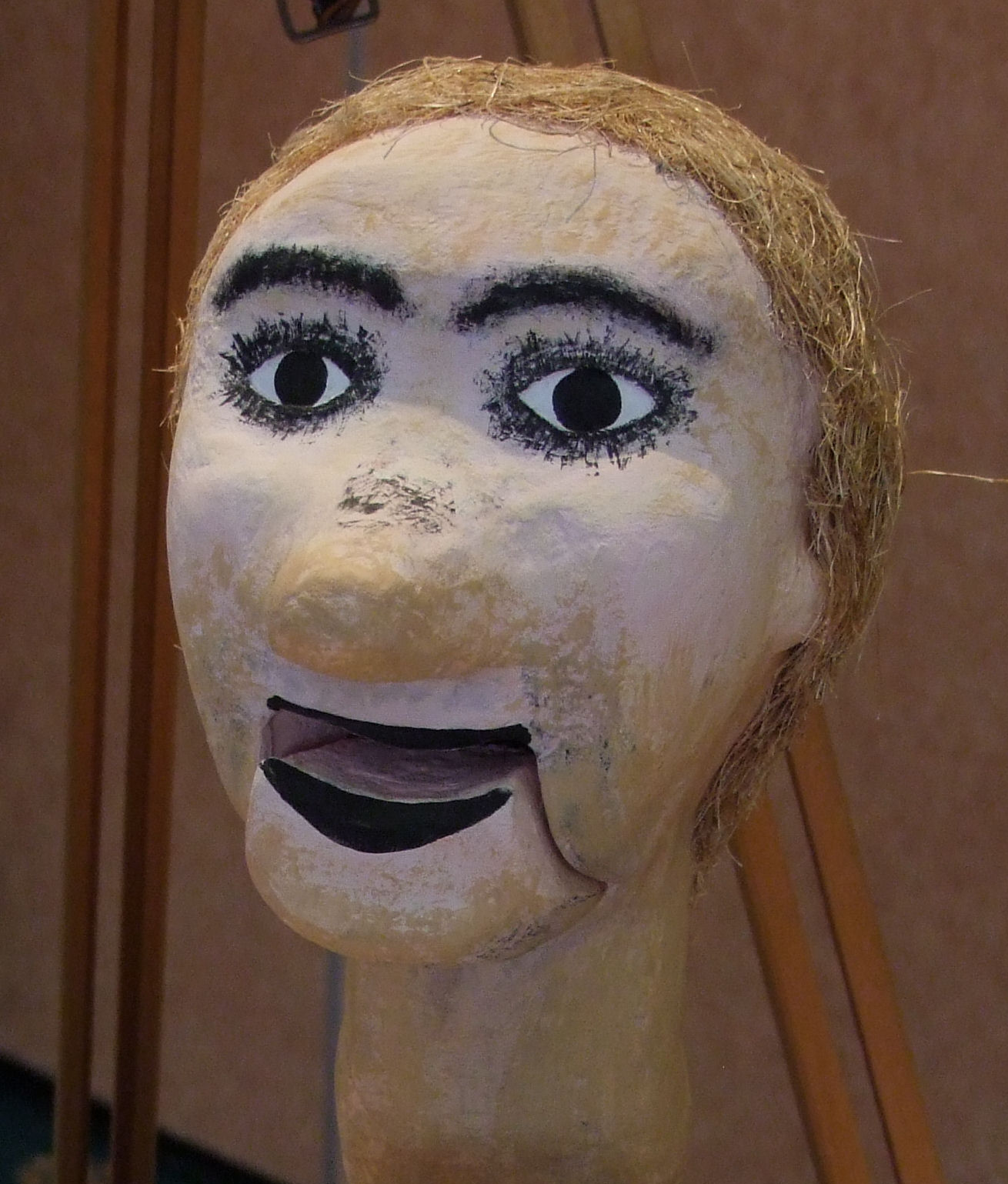
Сучасна копія Стукі Білла.

Стукі Білл (англ. Stooky Bill) — назва ляльки черевомовця, яку піонер шотландського телебачення Джон Берд використовував у своїх експериментах 1924 року для передачі телевізійного зображення між кімнатами у своїй лабораторії у Лондоні.

## Історія
Джон Берд винайшов деякі з перших експериментальних телевізійних систем. У 1924 році він розробив механічну телевізійну систему для передачі рухомих зображень за допомогою електричних сигналів, яку він продемонстрував 25 березня 1925 року в лондонському універмазі Selfridges. Вона складалася з обертового диска зі спіральним малюнком із 30 лінз. Коли кожна лінза оберталася повз освітлений об'єкт, вона фокусувала світло від точки на об'єкті на селеновому фотоелементі. Це перетворювало яскравість зображення в кожній точці в пропорційний електричний сигнал, який міг бути відправлений на приймач за допомогою радіохвиль. Коли кожна лінза проходила повз об'єкт, вона сканувала послідовний рядок зображення. У приймачі світло, що просвічувало через отвори в подібному обертовому диску, відтворювало зображення предмета.
Через низьку чутливість фотоелементів перша система Берда не могла відобразити людські обличчя, оскільки вони мали недостатній контраст. Тому Берд використав ляльку черевомовця, яскраво розфарбоване обличчя якої мало більший контраст, і змусив її рухатися та говорити перед сканером. Лампи розжарювання, які освітлювали об'єкт, також генерували стільки тепла, що Берд не міг використовувати людину для тестування. Згодом перука обпалилася, а розфарбоване обличчя потріскалося від спеки. Стукі Білла та іншого манекена «Джеймса» жартома називають «першими телевізійними акторами».
Стукі Білл зараз виставлений у Музеї науки та медіа в Бредфорді, Англія.

## Ім'я
«Stooky» або «stookie» шотландською мовою означає ліпнину або гіпс, або гіпсову пов'язку, яка використовується для знерухомлення переломів кісток. Цей термін також використовується для тих, хто має повільний розум або незграбний у своїх рухах.

## У масовій культурі
Стукі Білл був головною сюжетною точкою спеціального епізоду «The Giggle» до 60-річчя серіалу «Доктор Хто», в якому його використовував лиходій — виробник іграшок, щоб поширювати божевілля з кожного екрана Землі.